# Bambusa tabacaria
Bambusa tabacaria är en gräsart som beskrevs av Jean Louis Marie Poiret. Bambusa tabacaria ingår i släktet Bambusa och familjen gräs. Inga underarter finns listade i Catalogue of Life.